# Upploppen i Amsterdam i november 2024
Upploppen i Amsterdam i november 2024 avser de våldshändelser som inträffade i Amsterdam den 6−7 november 2024 i samband med en fotbollsmatch i UEFA Europa League mellan AFC Ajax och Maccabi Tel Aviv. Spänningarna runt kriget mellan Hamas och Israel urartade under två dagar i våldsamheter. Målen för våldet inkluderade bland annat en arabisk taxichaufför, israeliska Maccabi Tel Aviv-fans, pro-palestinska demonstranter och tillfälliga Amsterdambor. 20–30 personer fick lättare skador. Fem personer togs till sjukhus. Minst 71 personer greps, inklusive 49 nederländska medborgare eller bosatta och 10 israeler.
I upptakten till matchen filmades några Maccabi Tel Aviv-fans när de rev ned palestinska flaggor från fasaderna på flera bostadshus, skanderade anti-arabiska slagord som "Död åt araberna", attackerade människor och vandaliserade lokal egendom. Planer på att rikta attacker mot israeliska fans delades därefter via meddelandeappar. En person – som är identifierad och väntar åtal – sägs ha efterlyst en "judejakt". Strax innan avspark på stadion avbröt Maccabi-fans en tyst minut för offren för de spanska översvämningarna 2024 med slagord och visslingar. Efter matchen filmades en grupp Maccabi-fans när de överföll människor i stadens centrum, medan Maccabi Tel Aviv-supportrar överfölls på andra platser i staden. Individer besköts med fyrverkeripjäser, överfölls fysiskt och spottades på. Åtta flygplan organiserades för att frakta israeliska fans tillbaka till Israel.
De attacker som riktades mot israeliska fans fördömdes tidigt som antisemitiska av Amsterdams borgmästare Femke Halsema, Nederländernas premiärminister Dick Schoof, kung Willem-Alexander och flera internationella ledare. Vissa kommentatorer karakteriserade händelsen som en pogrom, vilket utlöste en debatt om huruvida termen var tillämplig. Borgmästare Halsema beklagade senare sin egen användning av ordet och sa att det hade "politiserats till propaganda" i Israel och Nederländerna, och dessutom hade använts för att rättfärdiga rasistiska kommentarer om muslimer. Hon sa också att hon önskade att hon hade varit medveten om Maccabi Tel Aviv-fansens agerande i förväg. Det palestinska utrikesministeriet, det palestinska fotbollsförbundet och FN:s generalsekreterare António Guterres var bland dem som fördömde de israeliska fansens attacker och andra handlingar som anti-arabisk och anti-palestinsk rasism. Fyra dagar efter upploppen publicerade Halsema en rapport sammanställd med chefsåklagaren och polismästaren i Amsterdam som sa att händelserna orsakades av en "giftig kombination av antisemitism, huliganism och ilska över konflikterna i ... Mellanöstern", och fördömde rasistiskt våld mot "alla minoritetsgrupper".

## Bakgrund
Efter att kriget mellan Hamas och Israel bröt ut 2023, har flera protester ägt rum i Nederländerna. Under kriget har antisemitiska och islamofobiska incidenter ökat markant globalt, så också i Nederländerna. Några månader innan upploppen rapporterade Europeiska unionens byrå för grundläggande rättigheter om ökande attacker mot judar, muslimer och araber i Europa.
Rasism och främlingsfientlighet är också vanligt inom europeisk fotboll, med fler rapporterade fall av antisemitism och islamofobi. Maccabi Tel Avivs supportergrupper har kopplats till rasistiska incidenter, inklusive trakasserier mot arabiska och svarta spelare. I mars, inför en match mot Olympiacos, fördes en man som bar en palestinsk flagga till sjukhus i Aten efter en konflikt med en grupp Maccabi-supportrar. Två personer greps. Andra europeiska matcher som Maccabi Tel Aviv spelat denna säsong har varit utan våldsincidenter. Säkerhetsproblem kring matcher med israeliska lag har dock förekommit tidigare, exempelvis när Belgiens fotbollsförbund vägrade arrangera en Nations League-match mellan Belgien och Israel i Bryssel den 6 september 2024. Matchen spelades istället utan publik i Ungern.
Matchen mellan Ajax och Maccabi Tel Aviv var en gruppspelsmatch i Europa League som spelades på Johan Cruijff Arena. Själva matchen slutade utan incidenter. Ajax besegrade Maccabi Tel Aviv med 5-0.

## Händelser

### Upptakt
Mossad-agenter anslöt sig till det israeliska laget på deras resa för att "ge maximalt skydd". Amsterdams polis ökade sin närvaro i stadens centrum kvällen före matchen. Inför matchen förbjöd Amsterdams borgmästare Femke Halsema pro-palestinska protester nära stadion på grund av oro över eventuellt våld.

### 6 november
Den 6 november uttryckte pro-palestinska aktivister oro över ankomsten av israeliska fans till Amsterdam, och sociala medier fylldes av varningar om potentiellt våld. Samma kväll uppstod flera incidenter där Maccabi-fans brände palestinska flaggor, vandaliserade byggnader, skanderar anti-arabiska slagord och hotade boende i ett hus med palestinska symboler. Det rapporterades även om attacker mot taxibilar och andra våldsamheter. En holländsk polischef sa att det förekom incidenter "på båda sidor". Polisen kritiserades för att ha agerat passivt, även om de senare eskorterade Maccabi-supportrar från platsen för att förhindra ytterligare oroligheter. Efteråt spreds uppmaningar på sociala medier om attacker mot israeliska fans.

### 7 november
Amsterdams myndigheter övervägde att ställa in matchen på grund av våldet, men beslutade att låta matchen spelas. Under dagen skedde sammandrabbningar mellan Maccabi-huliganer, pro-palestinska demonstranter och polis, med rapporter om våldsamma slagord, slagsmål och vandalism i stadens centrum och vid arenan. Efter matchen eskalerade våldet, inklusive knivhot, misshandel och försök att skada israeliska fans.
Ett försök till kidnappning gjordes och många fans sökte skydd genom att barrikadera sig i butiker och byggnader. Filmer på sociala medier visade hur en person blev påkörd av en bil och en man i en kanal tvingades skandera "befria Palestina". En israelisk supporter slogs medvetslös efter att han vägrat visa sitt pass. En annan israelisk supporter berättade att hon höll sig gömd på sitt hotell tills det var säkert att lämna. En video som tagits efter midnatt av den holländska fotografen Annet de Graaf visade en grupp Maccabi-fans som plockade upp rör och brädor från en byggarbetsplats och sedan jagade och misshandlade en man.

### Eftermäle
De fem personer som var inlagda på sjukhus släpptes så småningom, medan cirka 20 till 30 andra fick lindriga skador. Enligt rapporter greps minst 62 misstänkta i samband med våldet vilket uttrycktes av, René de Beukelaer, chefsåklagare i Amsterdam, under en presskonferens den 8 november 2024.
En video visade Maccabi-supportrar skandera rasistiska slagord när de efter upploppen landade på Ben Gurion Airport i Israel, bland annat "Why is school out in Gaza? There are no children left there. Olé, olé, olé".
Nederländska myndigheter sa att angripare gjorde skillnad mellan judiska Amsterdambor och besökande fans och sa att det inte fanns några tecken på attacker mot de förstnämnda och inga tecken på attacker mot judiska synagogor.

## Reaktioner

### Nederländerna
Nederländernas premiärminister, Dick Schoof, sa att han var "förskräckt över de antisemitiska attackerna på israeliska medborgare". Han försäkrade Israels premiärminister Benjamin Netanyahu per telefon att förövarna kommer att identifieras och åtalas. Justitieminister David van Weel uttryckte att förövarna skulle identifieras och hållas ansvariga och tillade att "vi borde skämmas över oss själva."  Kung Willem-Alexander av Nederländerna uttryckte "djup fasa och chock" över attackerna och tillade: "Vi lyckades inte hjälpa den judiska befolkningen i Nederländerna under andra världskriget, och i natt misslyckades vi igen."
Amsterdams borgmästare Femke Halsema fördömde attackerna som "antisemitiska". På en presskonferens uttryckte hon djup skam och sa att händelsen påminde henne om pogromer mot judar i Europa. Senare sa Halsema att hon ångrade att hon beskrev händelserna som judeförföljelse, och att hennes uttalande om pogromer använts som propaganda. Halsema sa också att om hon hade känt till att supportrarna till Maccabi Tel Aviv har ett våldsamt rykte så hade matchen klassificerats som en högriskmatch.

### Israel
Israels utrikesminister Gideon Sa'ar reagerade på attackerna genom att råda israeler i Amsterdam att stanna i sina hotell. I kölvattnet av våldet, som han fördömde som "barbariskt och antisemitiskt", beskrev Sa'ar händelserna som "alarmerande för Europa och världen". Israels president Isaac Herzog kallade händelserna i Amsterdam för en "antisemitisk pogrom".

### Debatt om medias roll
Guardian-kolumnisten Owen Jones kritiserade mediabevakningen av händelserna för att ha misslyckats med att skildra de israeliska supportrarnas beteende under upptakten till sammandrabbningarna: "om du fördömer rasistiska fanatiker som bokstavligen njuter av masslakt av barn, då kommer du att kallas för hatisk och fördomsfull."
Marc Owen Jones, expert på desinformation och docent vid Hamad Bin Khalifa University i Qatar, sa att media från The New York Times till BBC hade gett en "löjligt skev" version av händelserna och "okritiskt omfamnat vad som såg ut som ett pressmeddelande från israels regering".